# Pedro Iarley
Pedro Iarley Lima Dantas oder nur Iarley (* 29. März 1974 in Quixeramobim) ist ein ehemaliger brasilianischer Fußballspieler.

## Karriere
Zu Beginn seiner Karriere spielte Iarley für kurze Zeit für mehrere unterklassigen Vereine, wie die brasilianischen Klubs Ferroviário, Ceará und Paysandu. Doch er spielte auch für die zweite und erste Mannschaft von Real Madrid und weitere spanische Vereine, wie Ceuta und Melilla. 2003 wechselte Iarley zu den Boca Juniors und gewann mit ihnen im selben Jahr den Weltpokal. Darüber hinaus gewann er zum Saisonende die argentinische Meisterschaft.
2005 unterschrieb er beim brasilianischen Erstligisten Internacional Porto Alegre und konnte überzeugen. Er erhielt die Rückennummer 10 und schoss in 3 Jahren von Juli 2005 bis Mai 2008 in 133 Spielen 30 Tore für Internacional. 2006 hatte Iarley Muskulaturprobleme und konnte nicht bei den beiden Finalspielen in der Copa Libertadores teilnehmen, die Internacional gewann. Kurz darauf gewann er mit seinem Verein die FIFA-Klub-Weltmeisterschaft durch ein 1:0-Sieg gegen den FC Barcelona und wurde dort mit dem Silbernen Ball ausgezeichnet.
Danach wechselte er zu Goiás EC und spielte dort in der Saison 2008/09 und – nach Zwischenstationen bei Corinthians São Paulo und Ceará SC – wieder seit 2011. Im Jahr 2013 spielte er beim Série B Vertreter Paysandu SC. Anfang 2014 wechselte er zum Verein Ferroviário AC (CE) und schoss in seinem ersten Spiel gleich drei Tore.

## Erfolge
Boca Juniors
- Weltpokal: 2003
- Argentinischer Meister: 2004

Internacional Porto Alegre
- Copa Libertadores: 2006
- FIFA-Klub-Weltmeisterschaft: 2006
- Recopa Sudamericana: 2007
- Dubai Cup: 2008
- Staatsmeisterschaft von Rio Grande do Sul: 2008

Goiás EC
- Staatsmeisterschaft von Goiás: 2009

### Auszeichnungen
- Silberner Ball: 2006